# Тернопільська обласна премія імені Володимира Здоровеги
Тернопільська обласна премія імені Володимира Здоровеги — регіональна журналістська премія Тернопільської области. Заснована на честь професора Львівського національного університету, доктора філологічних наук, заслуженого журналіста України Володимира Здоровеги.
На здобуття премій подаються нові оригінальні твори і роботи, опубліковані (оприлюднені) у завершеному вигляді протягом останніх п’яти років, але не пізніше як за півроку до їх висунення на здобуття премій.
Твори та роботи на здобуття премій подають:
- галузеві управління Тернопільської обласної державної адміністрації,
- обласні організації національних творчих спілок,
- літературно-мистецькі об’єднання,
- товариства,
- фонди,
- музеї,
- лауреати премій.

Не більше одного подання (виключно у номінації лауреата премії).

## Лауреати
- 2010 — автори видання «Береги свободи слова. Історія сучасної Бучаччини в репортажах, інтерв’ю, статтях» Василь Тракало, Володимир Мельничук, Марія Іжук, Михайло Терпак[1]
- 2011 — авторка циклу радіопрограм «Стосунки», «Акорд», «Поміркуймо разом» Людмила Островська[2]
- 2012 — автор книги «Привиди старих замків» Василь Бурма[3]
- 2013 — авторка книги «Снилося жито хлопчині» Ярослава Пархомчук-Штокало[4]
- 2014 — власний кореспондент газети «Урядовий кур’єр» у Тернопільській области Микола Шот[5] і учасник АТО Віктор Гурняк (посмертно)[5]
- 2015 — автори-упорядники фотокниги про генія сучасності «Я — серед вас... Іван Марчук і Тернопільщина» Богдан Хаварівський (посмертно, як виняток) та Олег Снітовський[6]
- 2016 — журналістка Лілія Костишин[7]
- 2017 — журналіст, учасник бойових дій в зоні антитерористичної операції Михайло Ухман[8]
- 2018 — автор публіцистичних фільмів Анатолій Крохмальний[9]
- 2019 — не присуджено[10]
- 2020 — Михайло Ониськів[11]
- 2021 — Зіна Кушнірук[12]